# 安東尼·羅爾斯頓
安东尼·罗尔斯顿（英語：Anthony Ralston；1998年11月16日—）是蘇格蘭的一位職業足球員，在場上的位置是右後衛。現效力於蘇格蘭足球超級聯賽球隊凱爾特人足球俱樂部。2015年，他一度租借至女王公園。他首次代表凱爾特人出場是在2016年5月11日。